# Dieter Schneider (Sportfunktionär)

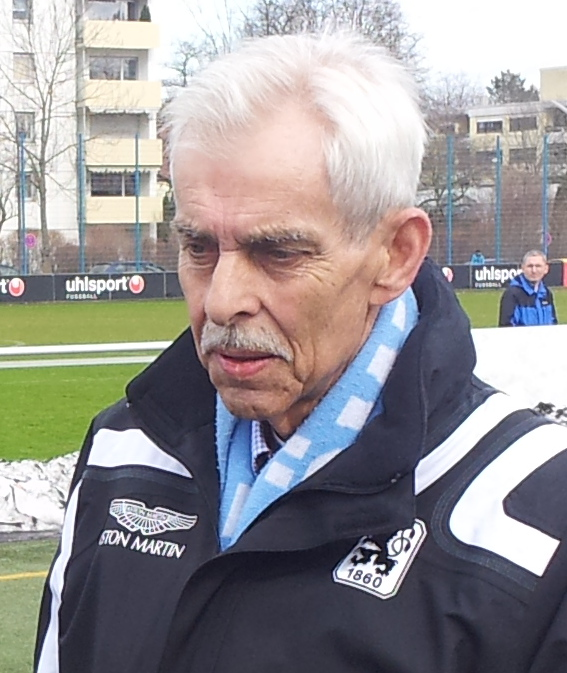
Dieter Schneider im März 2013

Dieter Schneider (* 20. Mai 1947; † 21. Juli 2017) war ein deutscher Unternehmer und Sportfunktionär. Er war vom 7. Februar 2011 bis 31. März 2013 Präsident des TSV 1860 München.

## Werdegang
Dieter Schneider wuchs in Olching im Landkreis Fürstenfeldbruck auf. Bereits in seiner Kindheit war er Anhänger des TSV 1860 München. Für die SpVgg Hebertshausen spielte er in der Kreisklasse.
Schneider war Geschäftsführender Gesellschafter der DSH - Dieter Schneider Holding, Besitzer des Kunststofftechnikherstellers Liedtke in Markt Indersdorf und Betreiber eines Autohauses in Dachau. Im Februar 2011 wurde er, zunächst kommissarisch, in Nachfolge von Rainer Beeck Präsident des TSV 1860 München. Nach Ablauf seiner zweijährigen Amtszeit, in der er die Insolvenz der TSV München von 1860 KGaA durch den Verkauf von 60 % der Aktien der KGaA an den jordanischen Investor Hasan Ismaik abwendete, trat er im Frühjahr 2013 nicht zur Wiederwahl an.
Er war mehr als 20 Jahre ehrenamtlich als Richter am Landgericht München I und am Finanzgericht München tätig. Er war Gründungsmitglied und zehn Jahre Vorsitzender des Arbeitskreises „Schule und Wirtschaft“. Als Abgeordneter der CSU war er zudem Mitglied des Kreistages im Landkreis Dachau.
Dieter Schneider war verheiratet und hatte vier Kinder.

## Ehrungen
- 2010: Verdienstkreuz am Bande der Bundesrepublik Deutschland für seine Verdienste um die bayerische Wirtschaft.[4]